# Nevada City (Kalifornia)
Nevada City – miasto w Stanach Zjednoczonych, w stanie Kalifornia, siedziba hrabstwa Nevada. Według spisu ludności przeprowadzonego przez United States Census Bureau, w roku 2010 miasto Nevada City miało 3068 mieszkańców.

## Miasta partnerskie
- Penzance, Wielka Brytania
- St Just in Penwith, Wielka Brytania